# 岡田春夫 (初代)
岡田 春夫（おかだ はるお、1887年（明治20年）3月24日 - 1937年（昭和12年）12月11日）は、日本の政治家。通算3回衆議院議員選挙に当選した。

## 生涯
兵庫県生まれ。1911年（明治44年）関西大学法律科を卒業、北海タイムスに入社し政治部記者となる。美唄町議、北海道議、北海道参事会員を経て、1928年（昭和3年）普通選挙が日本に導入されて初の総選挙に立憲民政党公認で旧北海道4区から立候補したが落選。1930年（昭和5年）の第17回衆議院議員選挙に前回の総選挙と同じく民政党公認で立候補し初当選。
1932年（昭和7年）の第18回衆議院議員選挙では次点だったものの、4年後の第19回衆議院議員選挙では再び当選し政界に返り咲いた。翌年の第20回衆議院議員選挙で3度目の当選を果たすものの、同年の12月11日に50歳で没した。
春夫の没後、長男の岡田穣が2代目・岡田春夫を襲名した。2代目春夫は1946年（昭和21年）の第22回衆議院議員選挙に日本社会党公認で立候補し初当選し、のちに衆議院副議長を務めた。外交官の岡田晃は初代・岡田春夫の次男で、2代目春夫の弟にあたる。
石澤千恵子は長女。岡田豊（元フジサンケイグループ取締役）は三男。2代目岡田春夫の息子である第二東京弁護士会所属弁護士の岡田宰と共同通信客員論説委員岡田充は初代春夫の孫。